# Ладыжинское водохранилище
Ладыжинское водохранилище (укр. Ладижинське водосховище) — большое русловое водохранилище на Украине на реке Южный Буг. Расположено в Винницкой области, на границе Немировского, Гайсинского, Тульчинского районов и на территории Ладыжинского горсовета.
Плотина водохранилища расположена недалеко от северной окраины города Ладыжина. Создано как водоём-охладитель Ладыжинской ТЭС. Заполнено в 1964 году при постройке Ладыжинской ГЭС. В конце 1970-х годов было начато зарыбление водохранилища растительноядными рыбами.

## Описание
Длина водохранилища 45 км, ширина 300—1000 м, площадь зеркала 20,8 км², средняя глубина 10 м, максимальная глубина (у плотины) — 17,8 м. Объём воды — 151 млн м³. Высота над уровнем моря — 177 м.
Правые берега водохранилища преимущественно низкие, левые — высокие, местами обрывистые. Береговая линия в верхней и средней частях очень извилистая. Минерализация воды колеблется в пределах 460—710 мг/л, максимальных значений достигает зимой. Содержание растворенного кислорода у поверхности составляет 5-14 мг/л, у дна 2-10 мг/л. Содержание органических веществ достаточно высоко. Термический и ледовый режимы в значительной степени зависят от поступления подогретых вод Ладыжинской ТЭС. Летом температура поверхностных вод достигает +28 °C и больше, зимой — в среднем +5, +6 °C (возле плотины). На глубине 10-12 м, в пределах коренного русла, влияние подогретых вод не распространяется. Ладыжинское водохранилище — русловое, недельного регулирования. Колебания уровня воды в течение года ок. 1,5 м. Ежегодный промышленный вылов рыбы составляет 28-44 т.
Фитопланктон представлен 90 видами, среди которых преобладают синезелёные, зелёные и диатомовые водоросли. Зоопланктон представлен примерно 40 видами, среди которых преобладают представители родов керателла, брахионус, циклоп, дафния, босмины.
Водная растительность развита достаточно слабо из-за больших глубин. Распространены рдест, роголистник, стрелолист, камыш озёрный, рогоз узколистный, тростник обыкновенный. Из рыб водятся плотва, толстолобик, карась, карп, лещ, судак, белый амур, окунь и другие рыбы. В прибрежных зарослях — гнездовья птиц. Воду, кроме целевого назначения, используют для технического водоснабжения и орошения. Судоходно. На берегах — места отдыха.